# 卡萨尔普斯泰伦戈
卡萨尔普斯泰伦戈（義大利語：Casalpusterlengo），是意大利洛迪省的一个市镇。总面积25平方公里，人口15216人，人口密度608.6人/平方公里（2009年）。ISTAT代码为098010。